# لكراكرية (هل الواد)
لكراكرية هو دُوَّار يقع بجماعة لمعاشات، إقليم آسفي، جهة مراكش آسفي في المملكة المغربية. ينتمي الدوّار لمشيخة هل الواد التي تضم 6 دواوير. يقدر عدد سكانه بـ 927 نسمة حسب الإحصاء الرسمي للسكان والسكنى لسنة 2004.

## روابط خارجية
- البوابة الوطنية للجماعات الترابية نسخة محفوظة 12 مارس 2018 على موقع واي باك مشين.
- المندوبية السامية للتخطيط